# Emma George
Emma George (née le 1er novembre 1974 à Beechworth) est une athlète australienne spécialiste du saut à la perche. Elle a amélioré à treize reprises (11 fois en extérieur et 2 fois en salle) le record du monde de la discipline.

## Carrière
Issue du milieu du cirque, où elle évolue en tant que trapéziste, Emma George se dirige vers l'athlétisme et en particulier vers le saut à la perche. Elle bat pour la première fois le record du monde de la discipline le 30 novembre 1995 à Melbourne avec une barre à 4,25 m, améliorant de deux centimètres la marque de la Chinoise Sun Caiyun. En 1997, elle remporte la médaille d'argent des Championnats du monde en salle de Paris avec 4,35 m, devancée par l'Américaine Stacy Dragila. Elle triomphe par ailleurs aux Universiade d'été de Catane. L'année suivante, Emma George décroche la médaille d'or lors des Jeux du Commonwealth disputés à Kuala Lumpur grâce à un saut à 4,20 m. Son dernier record du monde est établi le 20 février 1999 à Sydney, l'Australienne franchissant une barre à 4,60 m. En mai 2000, Stacy Dragila devient la nouvelle détentrice du record mondial avec 4,62 m, performance qu'Emma George ne parvient pas à égaler.

## Palmarès
| Date | Compétition                    | Lieu         | Résultat | Marque |
| ---- | ------------------------------ | ------------ | -------- | ------ |
| 1997 | Championnats du monde en salle | Paris        | 2e       | 4,35 m |
|      | Universiade                    | Catane       | 1re      | 4,40 m |
| 1998 | Jeux du Commonwealth           | Kuala Lumpur | 1re      | 4,20 m |
| 1999 | Championnats du monde en salle | Maebashi     | 6e       | 4,35 m |

## Records du monde
- 4,25 m - Melbourne, 30 novembre 1995
- 4,28 m - Perth, 17 décembre 1995
- 4,30 m - Perth, 28 janvier 1996
- 4,41 m - Perth, 28 janvier 1996
- 4,42 m - Reims, 29 juin 1996
- 4,45 m - Sapporo, 14 juillet 1996
- 4,50 m - Melbourne, 8 février 1997
- 4,55 m - Melbourne, 20 février 1997
- 4,57 m - Auckland,  20 février 1998
- 4,58 m - Melbourne, 14 mars 1998
- 4,59 m - Brisbane, 21 mars 1998
- 4,60 m - Sydney, 20 février 1999